# Bernie Taupin
Bernie Taupin (Anwick, afores de Sleaford, 22 de maig del 1950) és un lletrista, poeta i cantant anglès, conegut per ser el lletrista habitual (amb només un parèntesi entre 1977 i 1982) de les cançons d'Elton John.
Bernie va néixer en el si d'una família catòlica. Havent tingut una infantesa en contacte amb el món rural, l'aspecte religiós i la vida senzilla del camp oposada a la de la ciutat es repeteixen en moltes cançons. De jove va ser mal estudiant, aficionat a la beguda però ben dotat per a la literatura. El 1966 va conèixer Elton i el 1969 van fer equip. S'ha casat tres vegades.

## Comentaris d'algunes composicions
Les lletres de les cançons de Bernie per a Elton reflecteixen una orientació heterosexual i més aviat és un cant a la vida nord-americana que no pas a la britànica.
- Your Song (1970), una de les primeres composicions (reinterpretada en la pel·lícula Moulin Rouge), és un himne gairebé naïf a la senzillesa i a la generositat.
- Mellow (1971), balada, calculadament melancòlica, en què es barreja l'erotisme i la religió amb la cervesa fins a arribar al paroxisme.
- Daniel (1972): es va prendre per tothom com una referència a l'homosexualitat, malgrat que Bernie va aclarir que era un homenatge als combatents americans en la Guerra del Vietnam.
- Crocodile Rock (1972): és una de les més populars i senzilles, a més de Don't go breaking my heart. Tracta d'un temps passat on ballar rock semblava un automatisme de rellotgeria.
- Yellow brick road (1973): lletra fortament depressiva, desenganyada, mostrant la inutilitat de tot, acompanyada una vegada més d'una referència irònica a la futilitat de l'alcohol.
- Candle in the wind  (1973), dedicada a Marilyn Monroe i després a la princesa Diana, és realment un panegíric necrològic, potser oportunista.[5]
- Don't let the sun going down on me (1974): notable descens astronòmic a un pou sense fons.
- Crazy water (1976): l'ambient dels ports baleners evocat per tal de donar uns consells enigmàtics que deixen regust a sal.
- Sacrifice: molt rítmica i alegre, malgrat que el tema es prestava a ser un drama.